# Leucanopsis misona
Leucanopsis misona là một loài bướm đêm thuộc phân họ Arctiinae, họ Erebidae.